# Johannes van den Heuvel
Johannes van den Heuvel (Lieshout, 25 mei 1836 - aldaar, 15 oktober 1902) was een Nederlandse politicus. Hij was burgemeester en secretaris van Lieshout van 1877 tot 1902. 

## Voormalige heerlijkheid
Johannes van den Heuvel werd als burgemeester geconfronteerd met de nasleep van de hervormingen die tijdens en na de Franse tijd doorgevoerd waren. Op 12 maart 1795 waren de heerlijke rechten, die Anna Bout als Vrouwe van de heerlijkheid Lieshout bezat, verloren verklaard. Tot die rechten behoorden onder meer het jachtrecht en het recht om de naam Van Lieshout aan de eigen naam toe te voegen. De rechten die ze in Lieshout naast de heerlijke rechten bezat, het tiendrecht en het voorpootrecht had zij mogen behouden.
In 1815 was onder andere het jachtrecht hersteld als zakelijk recht onder voorwaarde dat de eigenaar het recht zou laten registreren. In 1842 hadden de erven Bout alle rechten die ze in Lieshout bezaten verkocht aan Albert Bots, textielfabrikant te Helmond. Met twee daarvan kreeg Johannes van den Heuvel te maken: met het voorpootrecht en met het jachtrecht.

### Voorpootrecht
Op het moment dat Johannes van den Heuvel als burgemeester aantrad, berustte het voorpootrecht in Lieshout bij de erfgenamen van de inmiddels overleden Albert Bots. Zij mochten   bomen planten in de bermen van de wegen van de voormalige heerlijkheid. De bermen waren bloot eigendom van de gemeente. De erven Bots lieten die bermen beplanten met eiken en verkochten het hout. In 1879 besloten de erven Bots het voorpootrecht te gelde te maken. Zij verkochten tezamen met de gemeente Lieshout de bermen van wegen waarop het recht van voorpoting gevestigd was, aan de eigenaren van belendende percelen. Het ging om 85 stroken grond met een oppervlakte van in totaal 6 hectare 66 are en 53 centiare, met een geschatte waarde van 3337,73 gulden. De opbrengst van de verkoop kwam voor de helft ten goede aan de erven Bots als afkoopsom voor het recht van voorpoting, en voor de andere helft aan de gemeente Lieshout als betaling voor het bloot eigendom van de grond.

### Jachtrecht
Bots had het jachtrecht in 1847 laten registreren, maar had er geen gebruik van gemaakt, evenmin als zijn erven. Toen burgemeester Van den Heuvel enkele jaren in functie was, gingen plaatselijke boeren, tegen betaling, jachtvergunningen uitgeven op hun grond; grond die vroeger tot de heerlijkheid had behoord. De familie Bots kwam daar in 1882 tegen in het geweer met als argument dat zij het jachtrecht op die grond hadden. De raadkamer van de rechtbank besliste dat de jagers niet vervolgd zouden worden omdat ze vergunning hadden van de grondeigenaren. Dat de familie Bots in het ongelijk was gesteld, raakte overal in jagerskringen bekend. In de jaren daarna werden steeds meer jagers uit naburige dorpen actief op Lieshoutse gronden, al of niet met een vergunning van de grondeigenaren. De gemeente besloot in 1885 de jacht op de gemeentelijke gronden zelf te gaan verpachten.
In 1887 verkochten de erven Bots het jachtrecht en hun andere Lieshoutse rechten aan Wilhelmus van Dam. Van Dam maakte geen gebruik van het jachtrecht en verkocht het samen met de andere rechten omstreeks 1895 aan Theodorus Snijders. Snijders wilde wel van het jachtrecht gebruik maken, maar ontdekte dat de gemeente de rechten op gemeentelijke grond reeds verpacht had. Daarom daagde hij in 1897 burgemeester Johannes van den Heuvel voor de rechter en eiste het jachtrecht op. Met toestemming van Gedeputeerde Staten van Noord-Brabant huurde de gemeente Lieshout de bekende advocaat mr. J.A. Loeff in.
De rechtbank te Roermond wees de vordering van Snijders in 1899 af. Volgens de rechtbank was niet bewezen dat het heerlijk jachtrecht in de periode van 1794 tot 1847 was uitgeoefend. Toen Albert Bots de jacht in 1847 liet registreren was het recht van de jacht volgens de rechtbank reeds door niet-uitoefening of verjaring teniet gedaan. Deze uitspraak leidde in het dorp tot een volksfeest. Het weekblad De Zuidwillemsvaart schreef: Bij een heerlijk glaasje bier werd menige toast op het gemeentebestuur en zijn advocaat uitgebracht, terwijl men menigmaal het lied herhaalde: "En de boeren hebben het overwonnen!".

## Privé
Johannes van den Heuvel werd geboren als zoon van Peter van den Heuvel en Anna Maria van Osch, en trouwde op 17 juni 1861 te Lieshout met Petronella Brox (1834-1900).
Hij was een kleinzoon van Henricus van den Heuvel, burgemeester van Lieshout van 1836 tot 1848. Bij zijn benoeming tot burgemeester/secretaris ontving hij een salaris van f. 225,00 per jaar. Naast zijn dubbele ambt bij de gemeente was hij actief als landbouwer. Na zijn overlijden in 1902 werd Johannes van den Heuvel opgevolgd door zijn zoon Antoon.